# Musée de l'abbaye Saint-Michel de Gaillac
Le musée de l’abbaye Saint-Michel de Gaillac est situé dans les sous-sols des bâtiments de l'abbaye Saint-Michel de Gaillac.

## Description
Les salles de visites sont situées dans les anciennes caves de l'abbaye construites au XIIe siècle puis remaniés au XIXe siècle, par l'architecte Alexandre Du Mège,. En 1940, la cave reçoit un décor conçu par le peintre Louis Cabanes et réalisé par René Lala-Gaillard. Les murs sont ornés de panneaux sur la thématique du cépage, dont les pampres stylisés encadrent les blasons de villes et villages qui ont fourni la cave.
Le parcours, aménagé en 1995, fait découvrir les salles voûtées en briques rouges.
Le 17 septembre 2003, le musée de l'abbaye Saint-Michel obtient le label de Musée de France.
En 2018, après les municipalités de Toulouse, de Brens et de L’Union, le musée de l’Abbaye rend hommage à l'ancienne internée du camp mixte de femmes de Brens : Angelita Bettini del Rio (1922-2017), pour fêter le 75e anniversaire de la Libération, en apposant une plaque commémorative qui nomme la salle de l'auditorium en « Auditorium Angelita Bettini del Rio ».

## Présentation
L'histoire de Gaillac est prépondérante. Une mosaïque romaine trouvée lors des fouilles préalables à l'aménagement du site trône avec une maquette de l'abbaye.
Le travail des bateliers du Tarn est expliqué à travers une collection d'objets exportés par le port de Gaillac et avec une maquette de gabare.
Le travail de la vigne et du vin est représenté par des photos des différents terroirs de l'appellation Gaillac et des bocaux remplis d'échantillons de sol. Une collection d'outils anciens de la vigne et de la tonnellerie est exposée.
Une salle est dédiée aux vêtements sacrés, rappelant le rôle religieux du site. Il s'agit de costumes sacerdotaux et peinture sur bois.
Une collection de chef-d'œuvre du compagnonnage achève la visite.
Une salle audiovisuelle retrace l'histoire locale.
En 2010, une exposition est réalisée sur la thématique des costumes régionaux où des œuvres du peintre Firmin Salabert sont exposées.